# Main de Bouddha
Citrus medica var. sarcodactylis
Variété
Classification phylogénétique
La main de Bouddha est le nom usuel du cédrat digité (Citrus medica var. sarcodactylis), une des trois populations du clade cédrat, agrume aromatique dont le fruit se segmente et évoque les doigts d'une main, soit ouverts, soit repliés dans les positions codifiées (mudrâ) du panthéon bouddhiste.

## Dénomination
Les noms chinois sont 佛手柑 (Fóshǒu gān) bouddha-main-agrume, 五指柑 (Wǔzhǐ gān) agrume à cinq doigts, 拂手 (fú shǒu) Faire un signe de la main, et on distingue les cédrats digités aux doigts fermés comme un poing 拳佛手 (Quán fóshǒu,) main de bouddha poing, de ceux aux doigts ouverts 开佛手 (kāi fóshǒu) main de bouddha ouverte[réf. nécessaire]. Le vietnamien Tay phật nắm exprime la main serrée. 
Le Dr Yvan écrit en 1854 (Souvenir de l'ambassade française en Chine) «J'ai vu un flacon en jade jaune, qui représentait un cédrat digité, vulgairement appelé main de Bouddha». Paul Hubert décrit le même fruit en Indochine (1912) sous le nom de Citrus digitata (il écrit: «le nom cochinchinois est phat tu» soit phật thủ en vietnamien, Bouddha main). 
En 1914, un exemplaire fructifie au Muséum. En 1943, E. Poilane mentionne l'importation en Corse de cédrats digités depuis Xieng-Kouang (actuel Laos).
Gœrtner le nomme Sarcodactilis helicteroides, Loureiro Citrus digitata seu Chirocarpus, Léveillé Citrus cheirocarpa et Risso en fait la variété digitata du Citrus medica. Sarcodactylis vient du grec dactylos doigts et sarkos charnus. Il existe aussi de citrons et des pomelos qui développent des fruits digités.   
La plante est peu connue au Japon, le terme ブッシュカン (Busshukan) le désigne mais le terme est ambiguë, il désigne aussi le mochiyuzu ぶしゅかん（餅柚） (Bushi~yukan (mochi yuzu)) petit agrume vert.

## Description générale

### Génétique

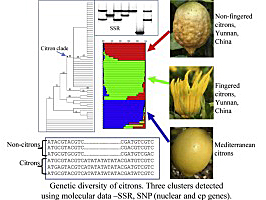
Les cédrats digités constituent une des 3 populations de cédratiers

Les C. medica ancestraux sont originaires du sud-ouest de la Chine (Yunnan, limite du Tibet) et du Nord est de l'Inde où sa biodiversité est la plus élevée,.
Chandrika Ramadugu et al. en 2015 mettent en évidence à partir l'analyse des microsatellites et de polymorphismes mononucléotidiques de 47 cédrats (principalement du Yunnan), la partition du clade cédrat (C. medica) en 3 populations distinctes: les groupes 1 et 2 chinois (1/ cédratiers sauvages sans doigts le plus souvent avec pulpe et graines, 2/ avec doigts dépourvus de pulpe et de graines) ; et un groupe 3 de cédratiers de la Méditerranée.

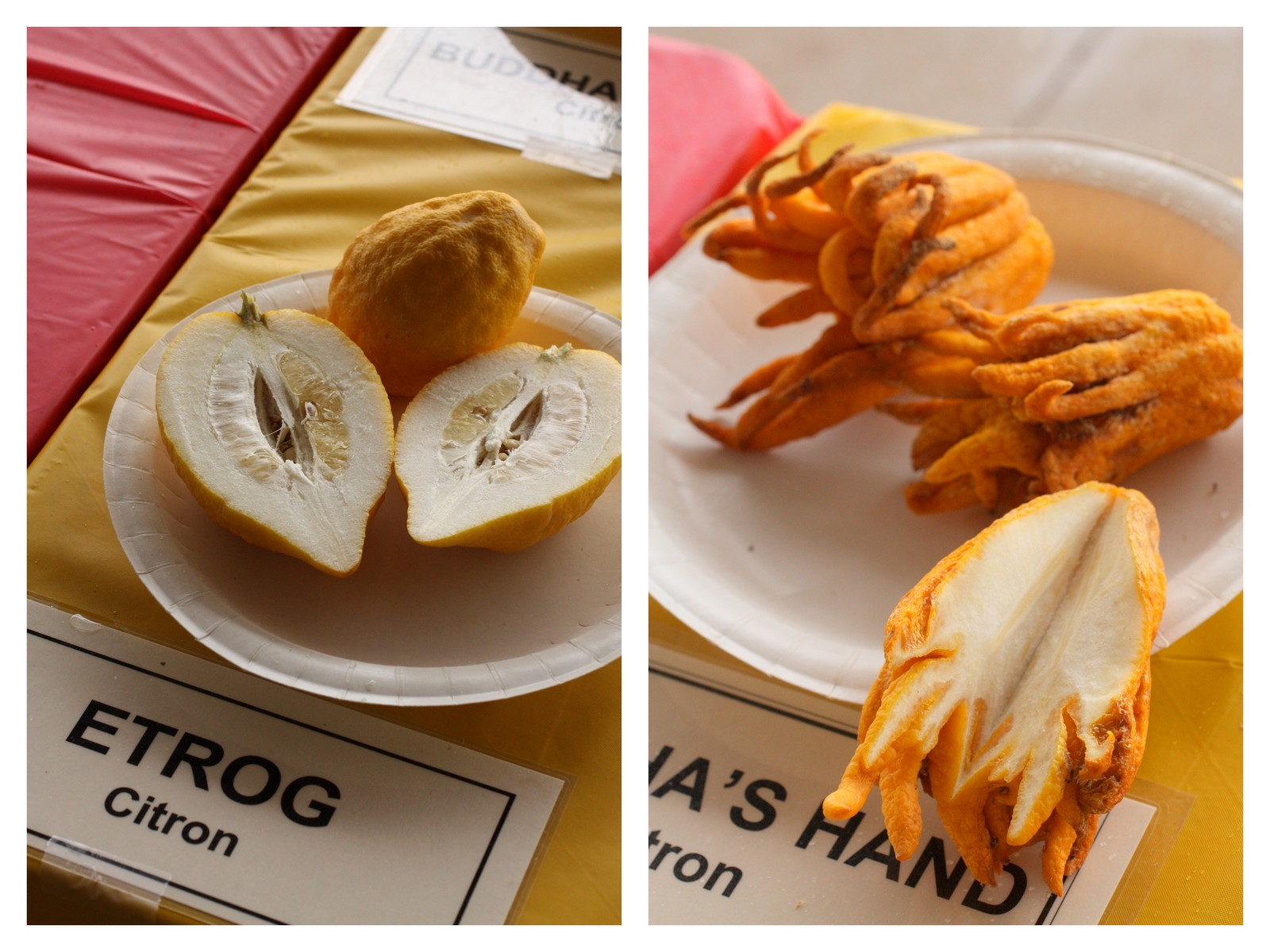
Comparaison d'un cédrat non digité avec sa pulpe et ses graines avec une main de bouddha qui en est dépourvue.

« Le cédrat et le cédrat digité pourraient provenir d'un ancêtre commun », écrivent Xiaoming Yang et al. (2015) qui précisent l'origine géographique : le pool des cédrats digités et des cédrats sauvages a été collecté au Tibet, tandis que le pool des autres cédrats est présumé provenir du Yunnan. La divergence du groupe des cédrats digités est ancienne dans l'arbre phylogénétique, antérieure à la diversification des populations de cédrats non digités (en quoi parler des cédrats digités comme une variété de cédrats non digités est devenu discutable). Chandrika Ramadugu et al. ne le pensent pas et parlent d'un groupe polyphylétique qui aurait donc plusieurs ancêtres, il suspectent ces fruits d'être une domestication humaine: « La valeur pharmaceutique et alimentaire des cédrats digités a entraîné une sélection constante des caractères recherchés et la génération d'un grand nombre de cultivars », en effet ces fruits ne peuvent pas se reproduire naturellement par graines puisqu'il n'en ont pas, il ne reste que le bouturage ou la greffe.

### Phénotypes

#### Cultivars chinois

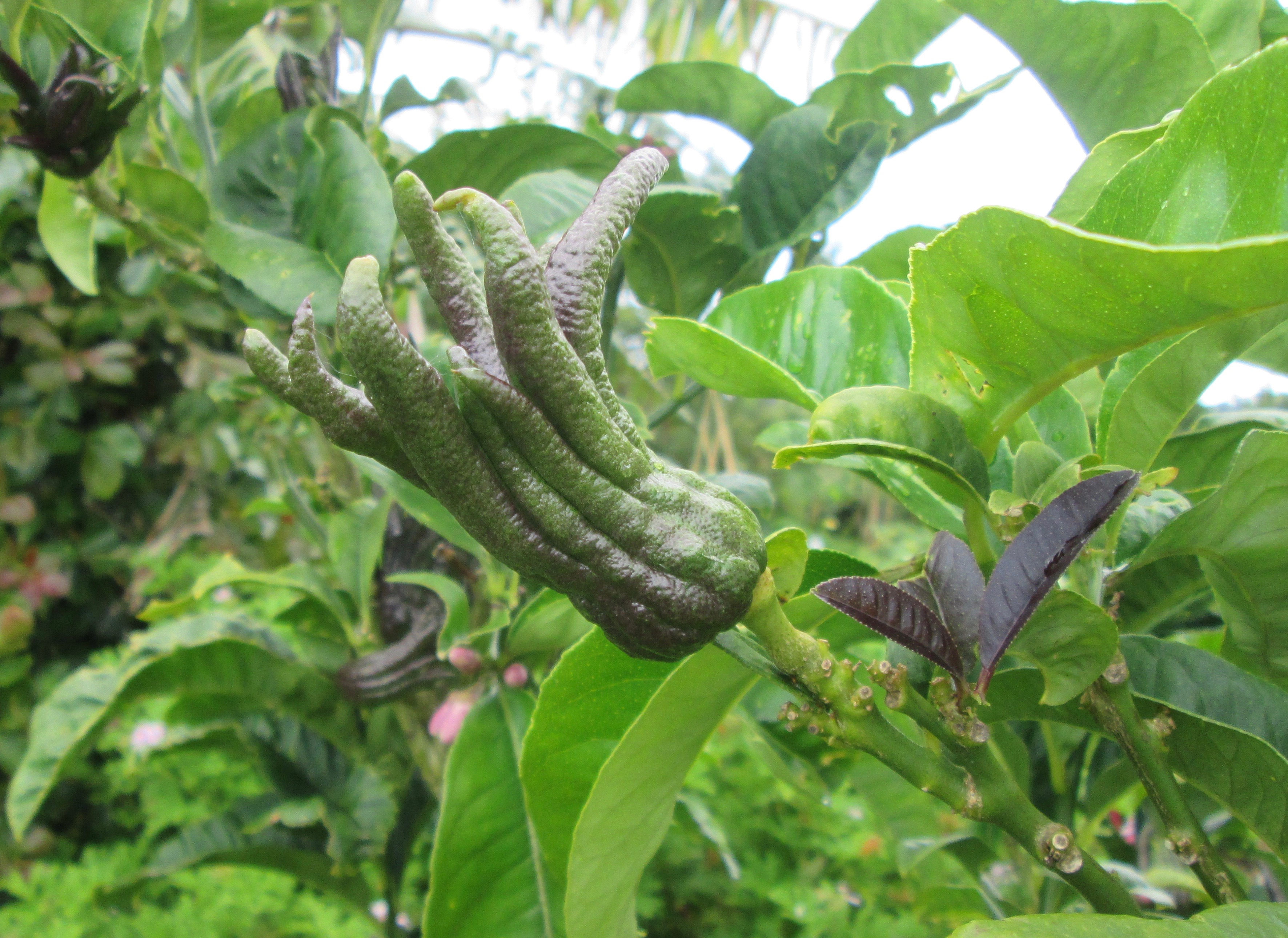
Main de bouddha sur l'arbre

Ian Warrington (2018) a largement contribué à la description des différents cédrats digités rencontrés en Chine, qu'il divise selon leur forme, la couleur de la fleur (la couleur typique de la fleur de cédrat sauvage est violet), etc. Le nombre des cultivars s'accroit actuellement avec les obtentions du centre de production du 北山口村 (Běi shānkǒu cūn) Village de Beishankou, 赤松镇 (Chìsōng zhèn) ville de Chisong. Une douzaine de cultivars sont diffusés en Asie. Parmi eux: 
- Aihua, plante naine pour la culture en pot, mutant de Quingpi (par irradiation),
- Chuan à canopée large, feuilles larges et fruits très aromatiques (usage médical),
- Guang à gros fruits jusqu'à 1,5 kg,
- Octopus aux doigts longs et déliés,
- Zhaocai beaucoup de doigts formant un véritable bouquet.
- Les intermédiaires entre le cédrat obovale et le digité, la main de bouddha en chinois, cédrat où les doigts paraissent à un stade embryonnaire, encore adhérent parfois enfermés dans un trou en forme de nombril, poids jusqu'à 2,4 kg. Le cultivar moitié-moitié est séché, consommé cru, utilisé en décoration[17].

Les cultivars sont aussi classé par régions de production: Guang veut dire Guandong, Jin la préfecture de Jinhua, Yun pour le Yunnan, Chuan pour le Sichuan...

## Culture

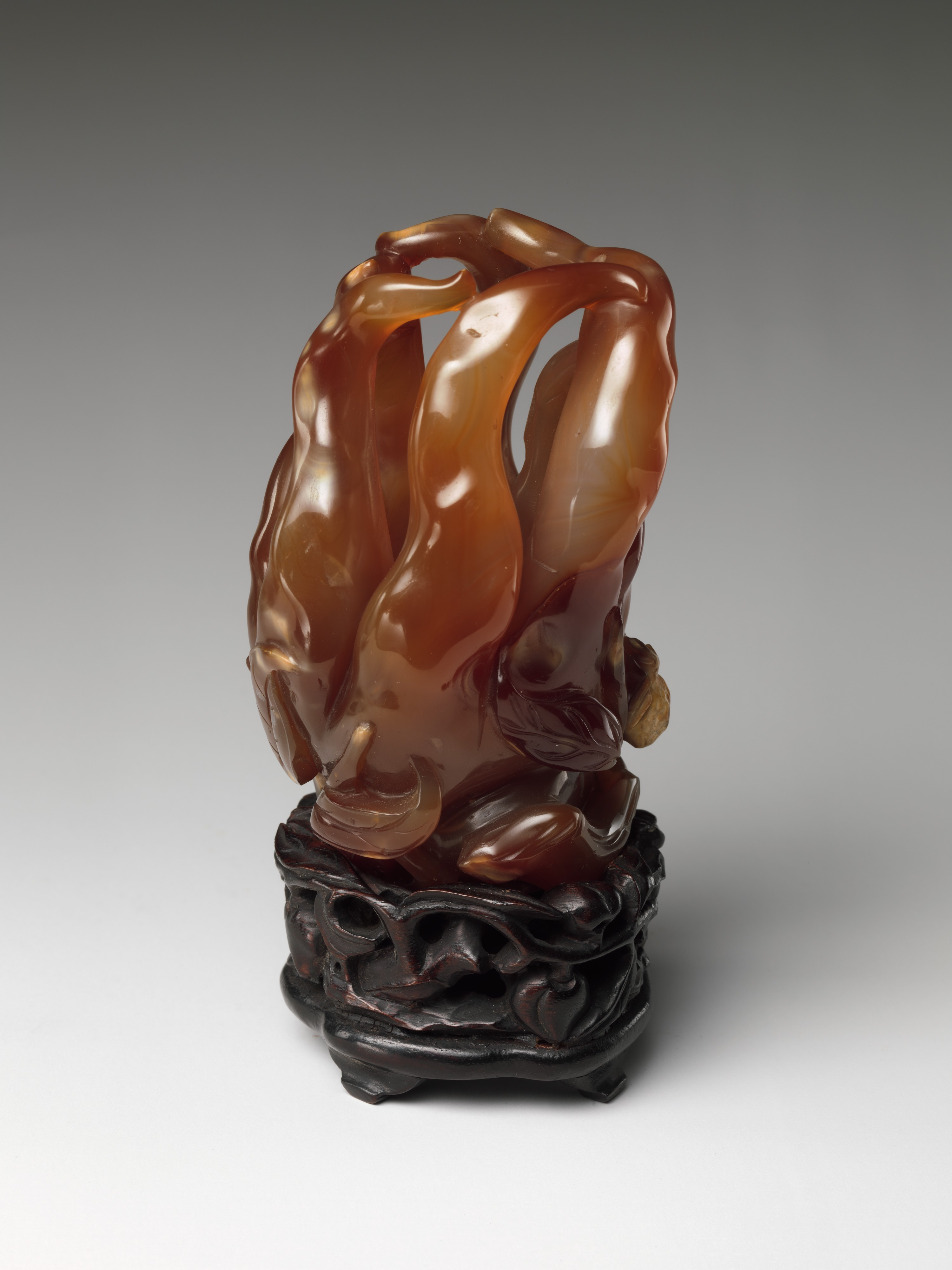
Main de bouddha en pierre dure (Chine)

Ce fruit pousse sur un buisson ou un petit arbre épineux en situation ensoleillée ou demi-ombragée. Ses feuilles oblongues et larges sont vert pâle et mesurent une quinzaine de centimètres. Ses fleurs sont voilettes, pourpres rarement blanches et croissent en grappes odorantes. La rusticité USDA est 9 autrement dit il supporte des gels inférieurs tout juste à −5 °C, les jeunes plantes sont spécialement sensibles au froid.
L'arbre est généralement multiplié par bouturage ou par greffe d'œil (écussonnage).

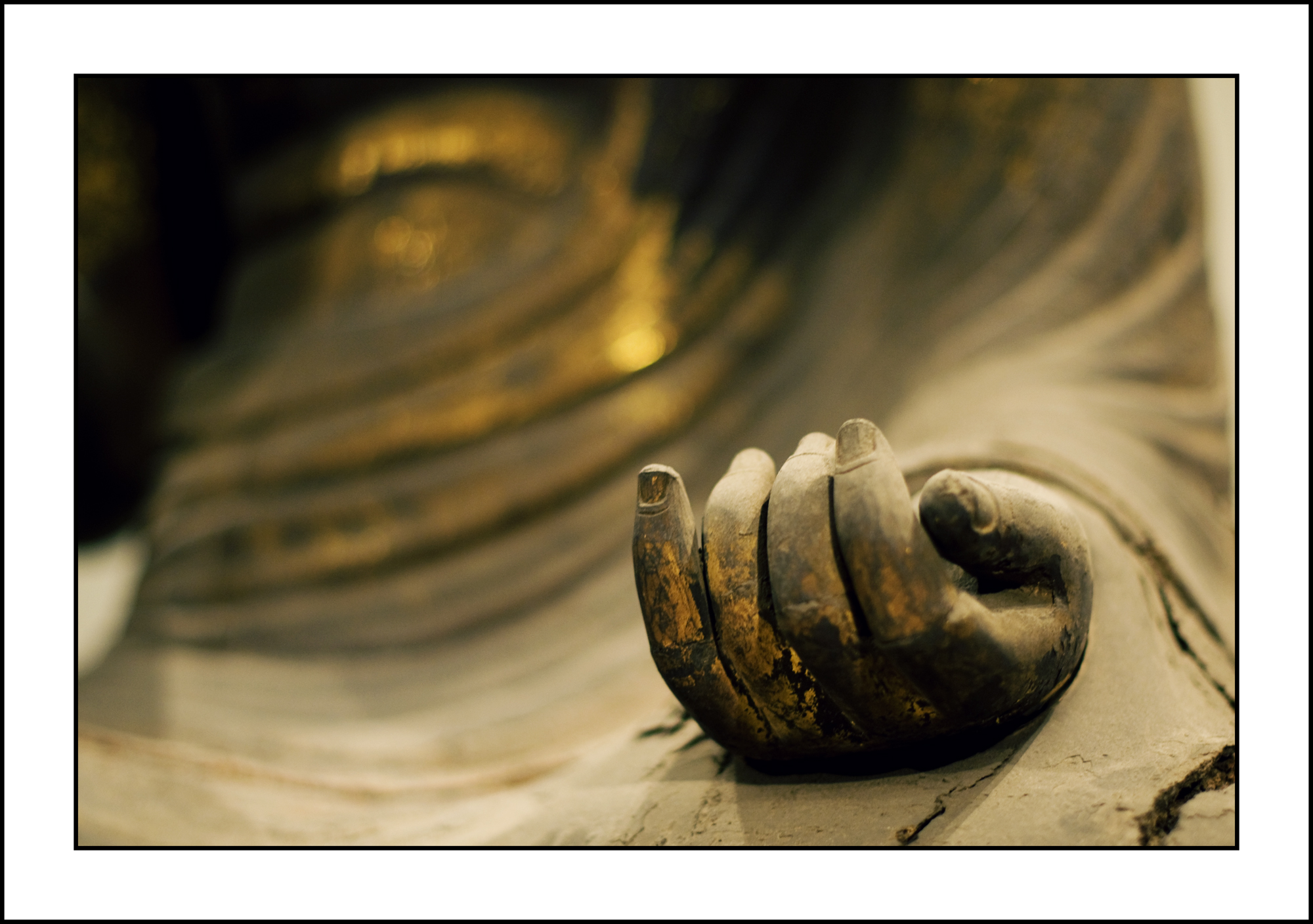
la main du Bouddha

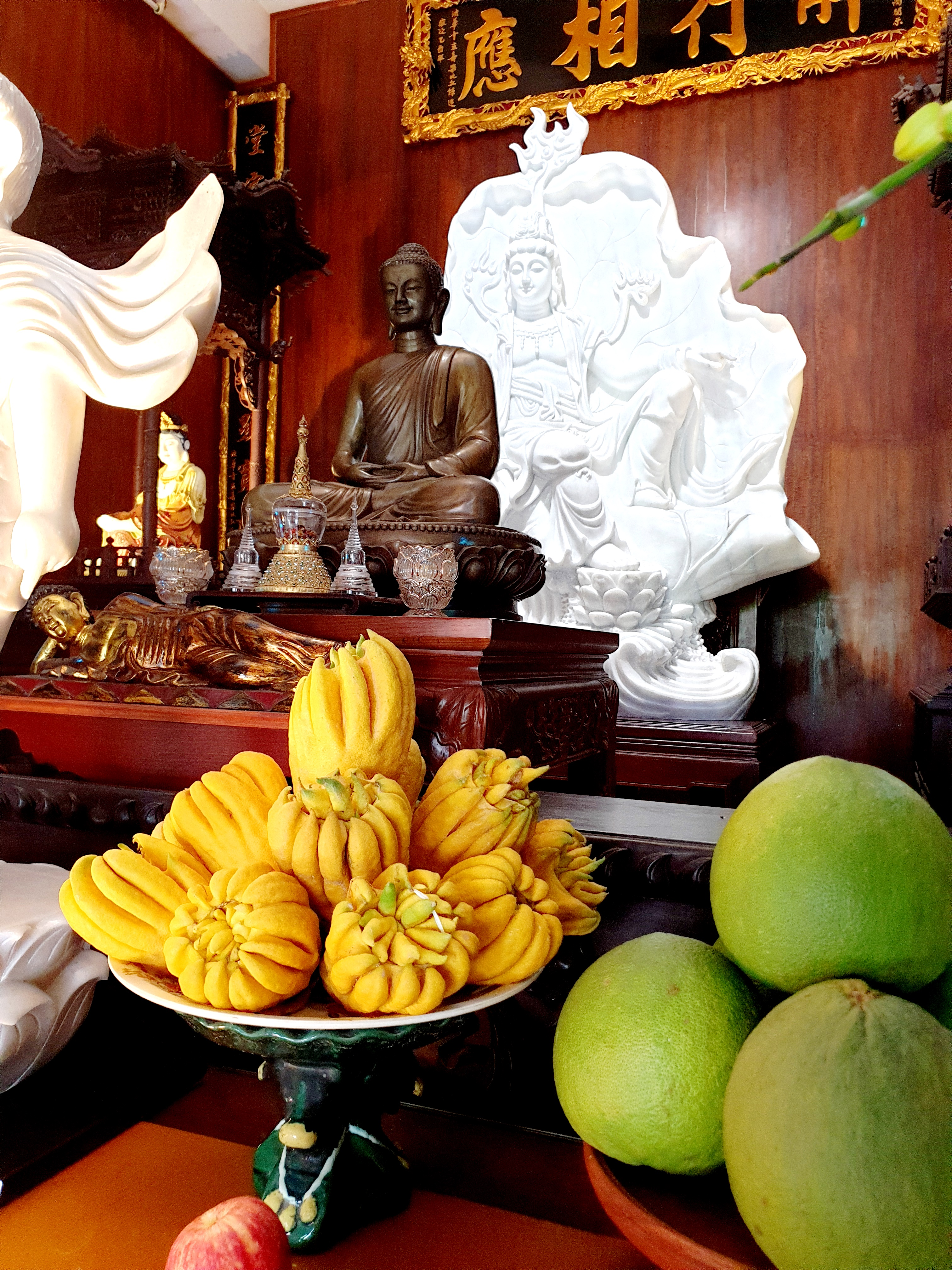
Cédrats digités sur un autel bouddhiste au Viêt Nam

## Usages
La main de Bouddha était importante au Xe siècle dans le Fujian on en fait des sculptures de jade et d'ivoire, des estampes et des panneaux laqués. La plante symbolise le bonheur et la longue vie, les Chinois aiment porter le fruit dans leurs mains, le placer sur des tables dans leurs maisons et le présenter comme offrande rituelle, comme plante ornementale ou comme bonzaï. Le fruit est également consommé comme dessert sucré et en cuisine salés, l'écorce séchée des fruits verts est utilisée en ethnomédecine.  
Le fruit est un antioxydant, l'existence d'un polysaccharide spécifique à ce fruit qui inhibe de manière significative la production de cytokines pro-inflammatoires a été démontrée en 2022.  

### Religieux et symbolique
Elle est un des 5 fruits du plateau déposé sur l'autel le jour du nouvel an chinois(Tet), chez les bouddhistes le fruit ressemble à un lotus symbole de la spiritualité, il ressemble aux doigts du Bouddha allongés, légèrement courbés, regroupés, c'est pourquoi le fruit protège, porte chance.  
Bouddha préfère que les doigts du fruit sont dans une position de main fermée, ce qui symbolise l'acte de prier ou selon les sources d'une main qui se ferme pour cueillir une fleur: dans le bouddhisme mahāyāna, le Bouddha Shakyamuni sur le mont des Vautours cueille silencieusement une fleur d’udumbara comme parabole explicative de son enseignement.

### Plante ornementale
盆栽佛手 (Pénzāi fóshǒu) main de bouddha en pot, couverte de fruits avec sa beauté, son parfum puissant et qui dure longtemps est «un trésor magnifiques et élégants pour décorer la maison». L'offre est imposante et pour la décoration les fruits à doigts ouverts sont préférés. 

### Alimentation
La main de Bouddha se consomme comme les autres cédrats. L'albédo (mésocarpe) n'est pas amer, ainsi le fruit est consommé coupé ou tranché avec la peau. Le fruit peut être confit ou mangé cru. La cuisine chinoise connait une multitude de recette de main de Bouddha, de la confiture aux pâtisseries, aux fruits cuits sautés ou frits, et aux fruits crus en salade[réf. nécessaire], dans le thé ou dans la soupe. Une étude chinoise (2019) écrit «100 g de main de bouddha contribuent de manière significative à l'apport quotidien recommandé en nutriments».
Dans la cuisine occidentale, elle est souvent utilisée pour son zeste cru dans les salades ou parsemé sur des mets, tel le poisson,,,. Guy Savoy en fait une glace (main de Bouddha glacée). Plusieurs gin l'incluent dans leurs formulations, son apport est qualifié de brillant et piquant, rafraîchissant, avec une note de fleur de cédratier.

### Médecines traditionnelles
La médecine traditionnelle chinoise utilise soit l'extrait alcoolique soit le fruit récolté à l'automne et séché après avoir été coupé en fines tranches. Sara Vitalini et al. (2022) écrivent «en Chine, la main de Bouddha est appréciée comme tonique, antispasmodique, antiémétique et expectorant, tandis qu'à Taïwan, elle est utilisée pour le traitement des maux d'estomac, des maux de tête, des œdèmes, des rhumatismes, des hépatites infectieuses et de l'arthrite. Il est également pris comme adjuvant dans le traitement des infections des voies respiratoires et de l'hypertension». On lui attribue un effet sur le tractus intestinal des lapins et des chats, un effet antispasmodique sur les spasmes duodénaux du lapin causés par l'acétylcholine, mais il est moins efficace sur ceux causés par le chlorure de baryum. Par conséquent, on pense que son effet inhibiteur est lié au nerf cholinergique lié. 
D'après les sources chinoises l'infusion pénètre dans les méridiens du foie de la rate et de l'estomac et traite les douleurs à l'estomac, l'hypotension, les vomissements, la toux (bouillie dans du vin) et l'asthme, arrête les vomissements, éliminer les mucosités froides. En décoction c'est un remède au chagrin d'amour, les coups de soleil, et les maux de gorge. Dans les sources indiennes il est analgésique, anti-inflammatoire, traite les affections respiratoires (expectorant), renforce l'immunité, traite la diarrhée, les crampes, les sautes d'humeur et les saignements et abaisse le cholestérol.

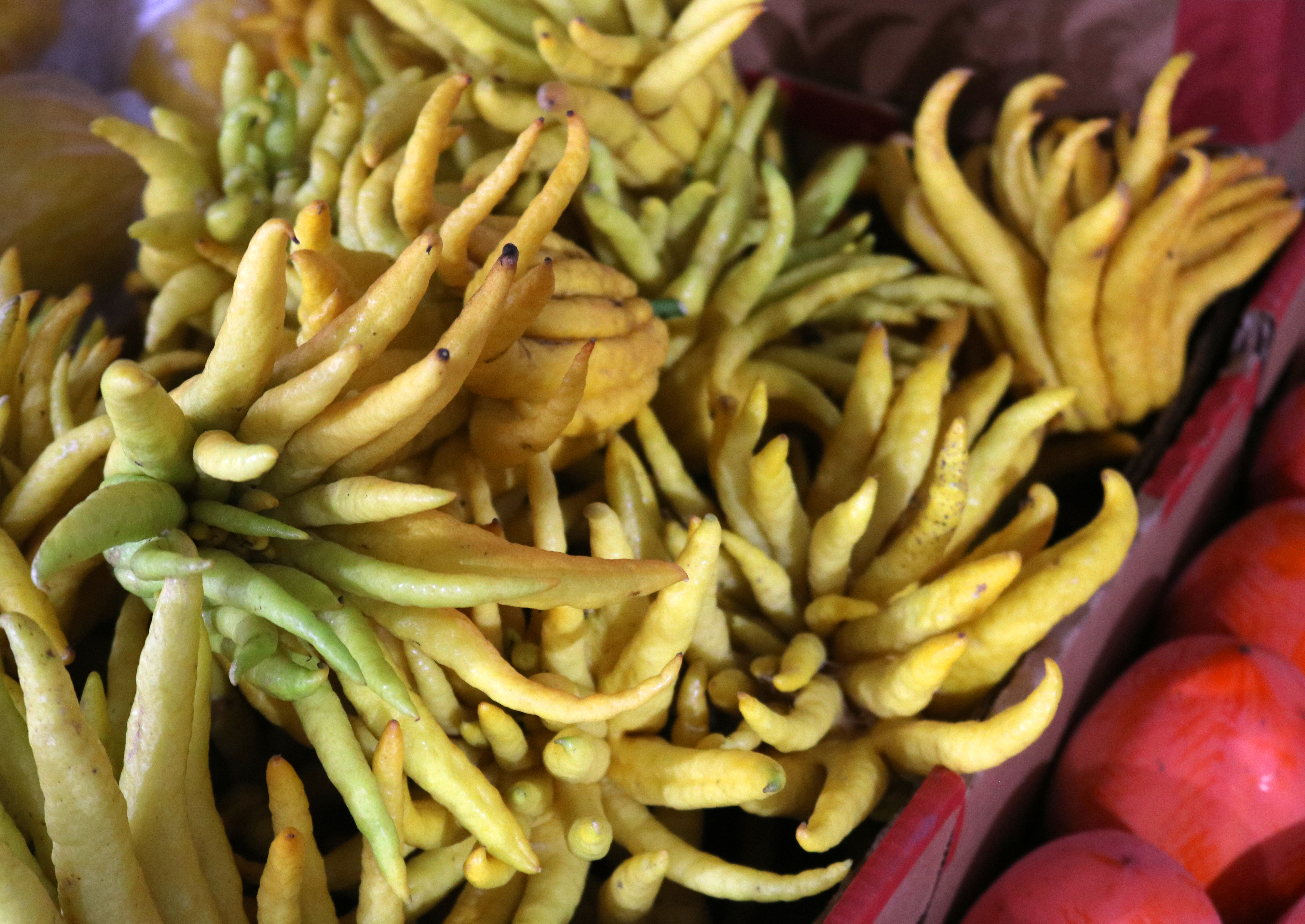
Mains de Bouddha vendues sur un marché

Un article de Food & Fonction (2018) énumère 16 avantages.

### Parfumerie
Il est très parfumé et est principalement utilisé par les Chinois et les Japonais pour parfumer les chambres et les affaires personnelles, comme les vêtements, La Parfumerie Moderne (1918) écrit « Le Foxj-Sciioou ou main de Bouddha (C. Chirocarpa) cultivé exclusivement pour l’odeur de ses fleurs, analogue à celle de l’oranger et pour l’arôme de son fruit ».

## Huile essentielle
Pour l'huile essentielle de main de bouddha, l'IFRA conseille de maintenir un niveau bas de d-, l- et dl-limonène par exemple en ajoutant des antioxydants au moment de la production.  23 composés participent au parfum qui évolue sensiblement en fonction du mode de conservation. Il est décrit comme doux, puissant, persistant, typé et ne cache pas son appartenance aux cédrats.

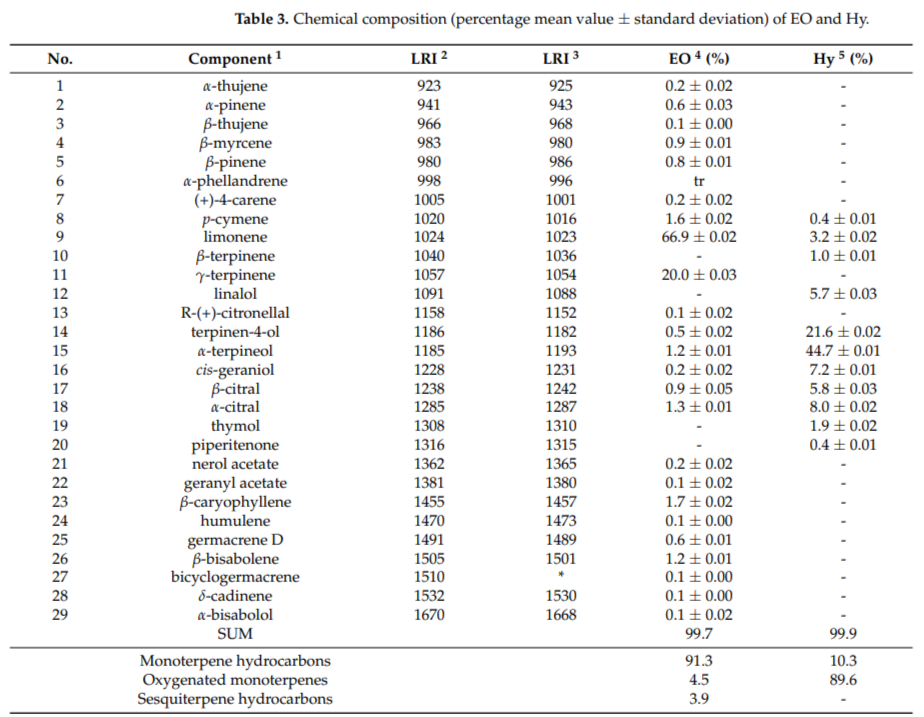
Composition de l'huile essentielle de main de Bouddha (Sara Vitalini et al. 2022)

Par ordre d'importance les composants sont le limonène 67%, le γ -terpinène 20%, le β -caryophyllène 1.7%, le p -cymène 1.6%, l'α -citral 1.2% (les hydrocarbures monoterpéniques représentent 91.3% du total), selon une analyse suisse de l'huile essentielle de fruits produits localement en serre (cultivar indéterminé) qui donne des pourcentages faibles d'α et β-pinène. Ces résultats ne concordent pas avec l'étude malaise N. A. Mohd. Ali et al. 2005 qui donnait limonène 48% et  γ -terpinène 26% et qui comparait les huiles essentielles de différents cédrats (elle donnait à l'huile essentielle de main de bouddha un arôme d'orange douce en ne trouvait que 0,1 % de γ -terpinène). La composition de l'huile essentielle de cédrat se rencontre avec une forte dispersion des composés, un cédrat classique non digité (cultivar Diamante) est beaucoup plus pauvre en limonène (35 à 44%), plus riche en γ -terpinène (24 à 26%) quasi sans p -cymène etc. alors que le cédrat de Corse contient 60% de limonène et 22% de γ -terpinène.
Les rendements dans la littérature sont faibles: 0,7%

### Utilisation

#### Hypoglycémiant

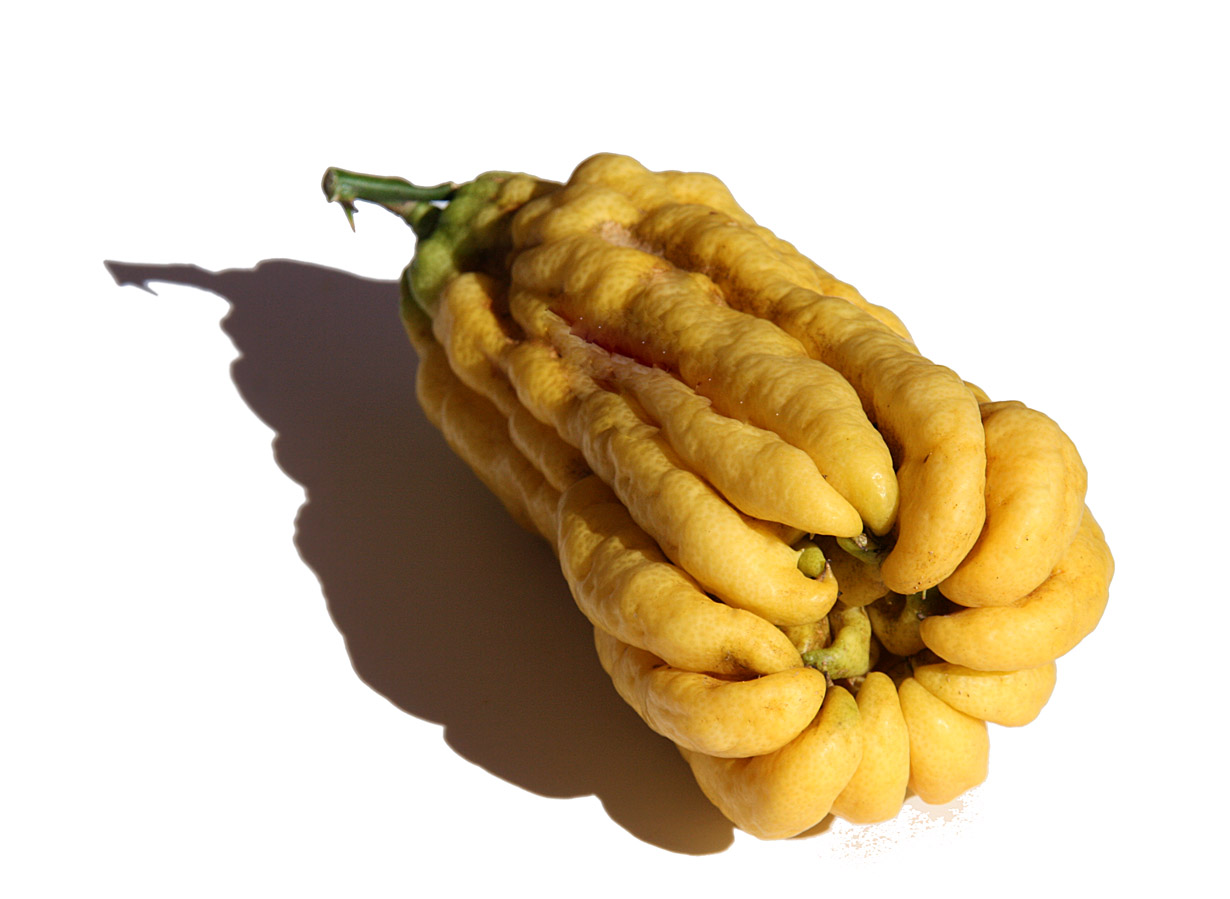
Variété à doigts fermés

Nguyen Hai Dang (2016) a comparé in vitro l'effet inhibiteur de l' α -glucosidase (facteur important pour contrôler l'hyperglycémie postprandiale dans le diabète sucré de type 2) des H.E. de six agrumes cultivés au Viêt-Nam, et conclut que l'huile essentielle de main de Bouddha a un puissant effet inhibiteur de l'α-glucosidase, le plus significatif, avec la valeur IC50 de 412,2  μg/mL (Dans cette publication l'huile essentielle de main de bouddha contenait le plus fort niveau de γ -terpinène(14%) les H.E. le pomelo, l'orange, la mandarine et le calamondin n'en contenaient pas).

#### Microbiote
In vitro, la nanoémulsion d'H.E. de main de bouddha augmente la population et la diversification du microbiote intestinal humain, elle favorise la digestion de l'amidon.